# Angiola Massucco Costa
Angiola Massucco Costa (Brescia, 13 gennaio 1902 – Torino, 29 marzo 2001) è stata una psicologa e politica italiana.
Ha ricoperto un ruolo di primo piano nello sviluppo della psicologia per i suoi studi sviluppati in diversi settori, per le sue pubblicazioni e, soprattutto per le sue varie e numerose iniziative organizzative .

## Biografia
Nata a Brescia il 13 gennaio 1902 si è laureata in filosofia all'Università di Torino. Subito dopo la laurea si è dedicata all'insegnamento, dapprina in alcuni licei, in seguito nell'Istituto di psicologia dell'Università torinese, dove è stata assistente di Federico Kiesow. In seguito ha completato la sua formazione in psicologia a Ginevra, a Berlino e in diversi laboratori di ricerca della Germania.
Nell'Istituto di psicologia torinese, realizza ricerche nell'ambito della psicologia del lavoro contribuendo ad aprire un nuovo importante capitolo della ricerca psicologica . Nel 1957 è chiamata a Cagliari alla cattedra di Psicologia nella Facoltà di Magistero della quale in seguito diventa Preside.
Nel 1963 aderisce al Partito Comunista e viene eletta deputato alla Camera per il collegio di Cagliari, subentrando a fine legislatura, il 5 luglio 1967, come prima dei non eletti al defunto compagno di partito Renzo Laconi..
Dal 1964 si trasferisce nuovamente a Torino dove è nominata Professore ordinario di Psicologia sperimentale presso la Facoltà di Magistero e fonda e dirige l'Istituto Superiore di Psicologia sociale, impostando il proprio insegnamento e la propria ricerca sullo studio di una vasta gamma di problematiche psicosociali. Nell'anno accademico 1969, sempre nell'ambito dell'Università di Torino è incaricata della cattedra di psicologia sociale. In questi anni fonda e dirige la "Rivista di psicologia sociale e sperimentale" che per alcuni decenni sarà una delle più importanti pubblicazioni italiane dedicate alla disciplina .
Anche a Torino prosegue la propria attività politica, che aveva iniziata nel suo periodo sardo, e viene eletta consigliere comunale nel periodo tra 1970  e il 1975. Inizia a partecipare alla Consulta femminile regionale  ed organizza convegni dedicati all'orientamento professionale per le donne, una disciplina nella quale è tra i pionieri in Italia .
Fonda, sempre a Torino, un centro studi che è uno dei primi in Italia, insieme a quello di Roma e quello di Siena, diretto da Vasco Pisani che in seguito, insieme ad Ada Fonzi, sarà uno dei suoi diretti collaboratori, e con il quale condividerà importanti iniziative come la Scuola Universitaria biennale per Collaboratori psicologi e lo sviluppo della Scuola Magistrale ortofrenica che, da corso locale, diviene una vera scuola biennale e a carattere interregionale. Questa scuola è stata la più importante scuola di specializzazione per insegnanti in Italia, e ad essa è stata in seguito affiancato un istituto medico-psicopedagogico, "Villa Chiara", per la cura e la riabilitazione di ragazzi anormali psichici, condiretto con Luisa Levi (la sorella di Carlo Levi che è stata una delle prime donne medico in Italia) e Vasco Pisani.
Nel 1970 la Massucco Costa organizza la scuola triennale di specializzazione in psicologia, una delle prime in Italia riconosciute dal Ministero della Pubblica Istruzione.
Angiola Massucco Costa partecipa all'opera di sviluppo della psicologia italiana e torinese anche come organizzatrice di convegni e di indagini. Insieme a Musatti, a padre Gemelli e a Gaetano Kanizsa, fondatore dell'Istituto di Psicologia dell'Università di Trieste, la Massucco Costa, aveva attivamente partecipato, negli anni cinquanta - sessanta, al dibattito sulla percezione visiva, mentre approfondiva anche studi riguardanti gli stereotipi sociali e l'immigrazione. Non è da dimenticare, infine, il suo contributo per introdurre in Italia la conoscenza della studi di psicologia effettuati in Unione Sovietica .
Lascia l'insegnamento universitario il 31 ottobre 1977, anche se mantiene la direzione della Scuola di specializzazione in psicologia e della Scuola magistrale ortofrenica e prosegue i suoi studi soprattutto sulle problematiche connesse all'emancipazione femminile. Nel 1993, a più di novant'anni, organizza un seminario sull'associazionismo femminile e sull'evoluzione del ruolo della donna nella società contemporanea.
Muore a Torino nel marzo del 2001. Nel 2014 il Comune di Torino le dedica un giardino comunale e un'area attrezzata .

## Opere
- Massucco Costa A., La dottrina psicologica di Federico Kiesow. Archivio italiano di psicologia generale e del lavoro, 19, (1941), 29-40
- Massucco Costa A., Lineamenti di psicologia, Torino, Paravia 1952
- Massucco Costa A., Psicologia sociale e pedagogia, Firenze, La Nuova Italia 1953
- Massucco Costa A., Pedagogia, scienza della condotta umana: ricerca, Torino, Gheroni 1955
- Massucco Costa A., Psico-pedagogia del lattante, Minerva nipiologica, V(4), 1955
- Massucco Costa A., Esami psicologici dei lattanti (Scala Brunet Lézine), Laboratorio di psicologia applicata in Torino (CNR) Roma, Fratini 1955
- Massucco Costa A., Psicologia, Torino, Paravia 1960
- Massucco Costa A., La dimensione storica nella formazione della coscienza individuale e sociale: Nord e Sud, Rivista di psicologia sociale, 8, 127-54, 1961
- Massucco Costa A., La psicologia oggi, Roma, Editori Riuniti 1962
- Massucco Costa A., Psicologia sovietica, Torino, Boringhieri 1963
- Massucco Costa A. (a cura di), Lev S. Vygotsky. Pensiero e linguaggio, Firenze, Giunti-Barbera 1966
- Massucco Costa A., Sulla spiegazione dialettica in psicologia, In Problemi epistemologici della psicologia, Atti del primo Simposio di Villa Ponti, Varese, 23-26 novembre 1974. Milano, Vita e Pensiero, 1976